# تاريخ الأمريكيين السوريين في مدينة نيويورك

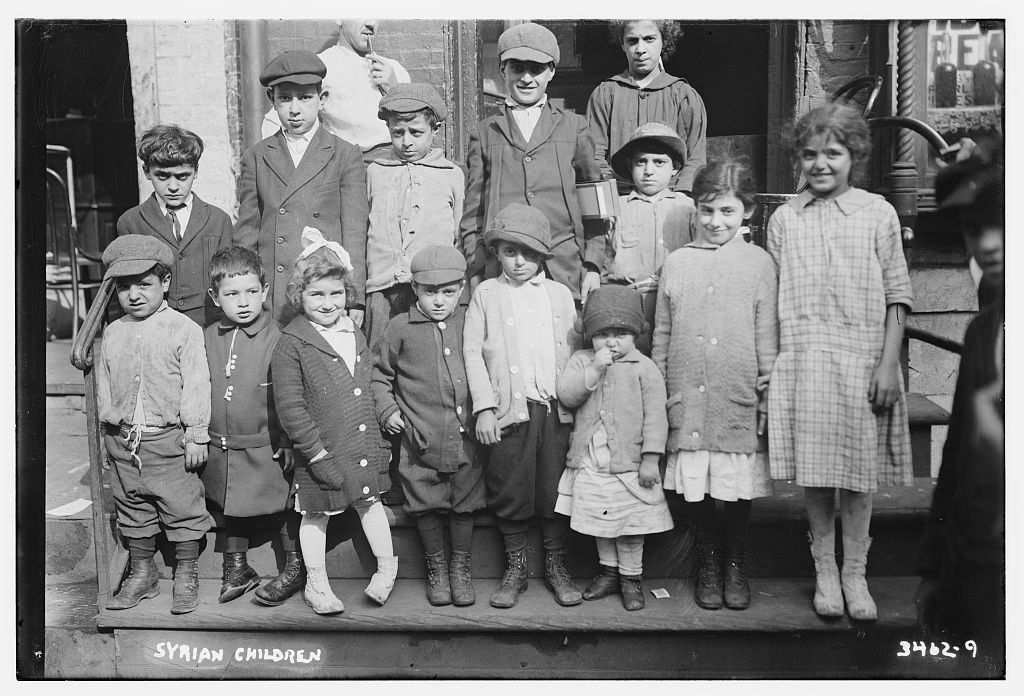
أطفال المهاجرين السوريين (حوالي 1910-1915)

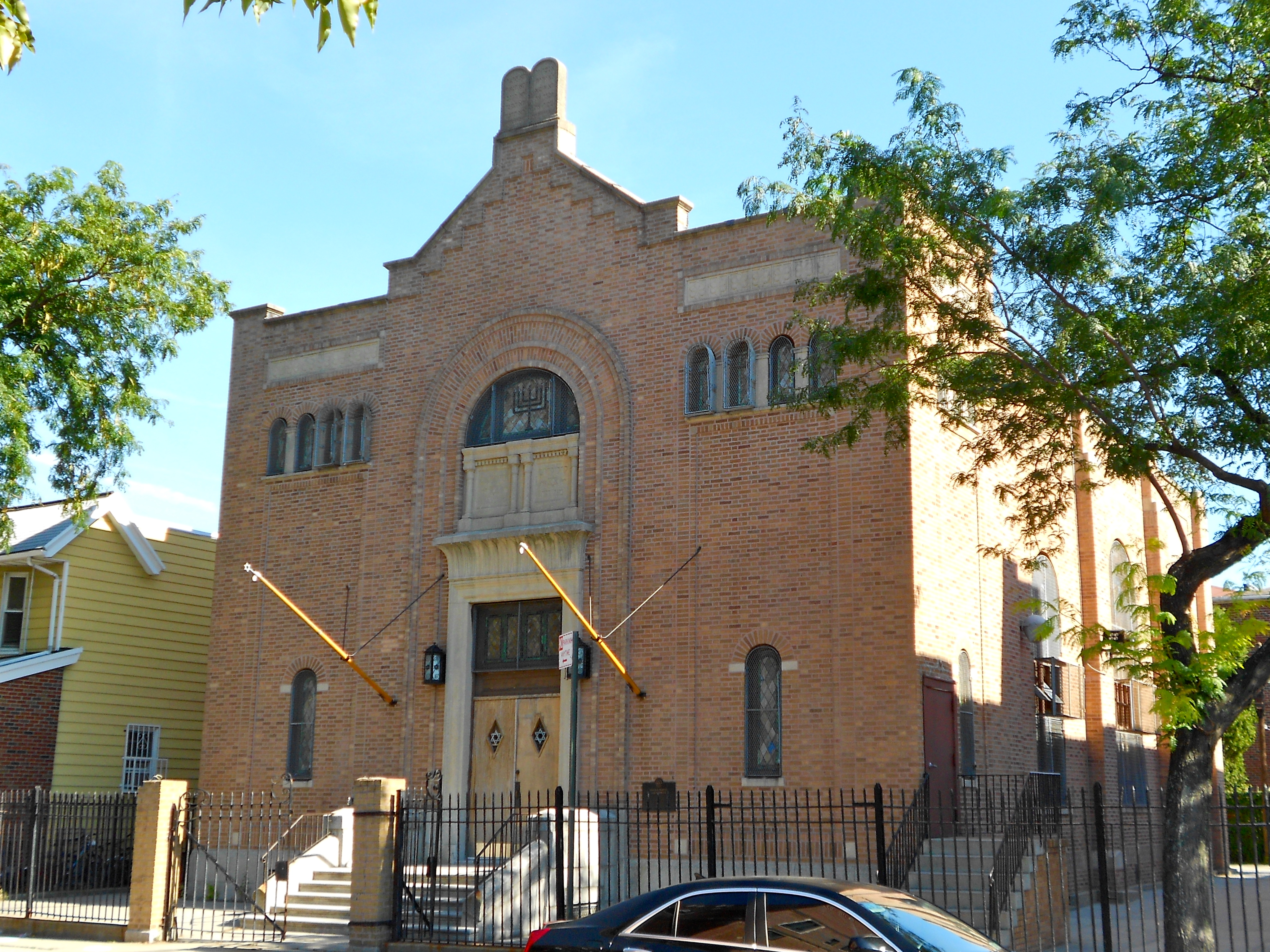
كنيس ماجن دافيد، كنيس يهودي سوري سفاردي تاريخي في بروكلين، سبتمبر 2013.

مدينة نيويورك تضم عدداً كبيراً من المواطنين الأمريكيين من الأصول السورية حيث تمركز المجتمع السوري في مدينة نيويورك تاريخياً في منطقة مانهاتن في حي اشتهر بإسم سوريا الصغيرة، ولكنه يتركز الآن في بروكلين. تاريخيًا، كان السوريون في مدينة نيويورك في الغالب مسيحيين، وفي العصر الحديث، تعد المدينة موطنًا لأكبر جالية يهودية سورية في العالم خارج إسرائيل. يعيش 75.000 يهودي سوري في مدينة نيويورك، معظمهم في بروكلين. مدينة نيويورك هي أيضاً موطن لمجتمع أصغر من المسلمين السوريين الذين عاشوا في المدينة لأكثر من قرن، وهاجر معظمهم منذ الستينيات.

## التاريخ
بين عقد الـ1870 وعقد الـ 1930، هاجر آلاف السوريين إلى مدينة نيويورك. حيث هاجروا من منطقة الشام العثمانية، والمعروفة الآن باسم بلاد الشام. وتشمل سوريا الكبرى ما يعرف الآن بسوريا ولبنان وفلسطين. كان المهاجرون من سوريا العثمانية يُعرفون باسم "السوريين"، على الرغم من أنه بعد استقلال لبنان في العشرينيات من القرن الماضي، بدأ بعض السوريين يُعرفون عن أنفسهم بأنهم لبنانيون -حيث أنهم كانوا من هذه المنطقة-. بينما استقر المهاجرون السوريون/السوريون اللبنانيون في جميع أنحاء الولايات المتحدة، أصبحت مدينة نيويورك المحور المركزي للشتات السوري في أمريكا. كان قلب "المستعمرة السورية" في مدينة نيويورك هو "سوريا الصغيرة" في وسط مدينة مانهاتن. بحلول أوائل القرن العشرين، بدأ السوريون من سوريا الصغيرة بالاستقرار في بروكلين. ينتمي المسيحيون السوريون إلى طوائف متعددة، بما في ذلك الكنيسة المارونية، وكنيسة الروم الملكيين الكاثوليك، والكنيسة السريانية الأرثوذكسية، والكنيسة اليونانية الأرثوذكسية في أنطاكية، من بين آخرين. وقبل الستينيات في القرن العشرون، كان المسلمون السوريون عبارة عن مجموعة صغيرة وغير مرئية إلى حد كبير مقارنة بالسكان العرب المسيحيين. وهاجر كثير من مسلمي الشام من منطقة فلسطين. هناك انقسامات تعليمية واقتصادية بين السكان السوريين، حيث يتمتع المسيحيون السوريون واليهود السوريون بمستويات أعلى من التحصيل التعليمي والاقتصادي مقارنة بالمجتمع المسلم السوري، الذي من المرجح أن يعاني من الفقر والحواجز التعليمية.
عندما بدأ اليهود السوريون بالوصول لأول مرة إلى مدينة نيويورك في أواخر عقد الـ 1890 وأوائل العقد 1900، كان اليهود الأشكناز من أوروبا الشرقية في الجانب الشرقي الأدنى يحتقرون أحيانًا إخوانهم السوريين في الدين من اليهود ويطلقون عليهم اسم Arabische Yidden، أي اليهود العرب. كما شكك بعض الأشكناز في ما إذا كان اليهود السفارديم / المزراحيون من الشرق الأوسط يهودًا على الإطلاق. رداً على ذلك، أطلق بعض اليهود السوريين، الذين كانوا فخورين للغاية بتراثهم اليهودي القديم، على اليهود الأشكناز لقب "J-Dubs"، في إشارة إلى الحرفين الأول والثالث من الكلمة الإنجليزية "يهودي".

## التركيبة السكانية
بحلول عام 1910، تجاوز عدد السكان السوريين في بروكلين عدد سكان مانهاتن. بحلول عام 1930، كانت بروكلين موطنًا لـ 10.000 أمريكي سوري. كان حي ساوث فيري هو مركز مدينة بروكلين السورية.

## أمريكيون سوريون بارزون في مدينة نيويورك
- كوكوروزي (بيانكا وسييرا كاسادي)، مجموعة موسيقية.
- إسحاق مزراحي، مصمم أزياء ومقدم برامج تلفزيونية.
- رافائيل هواويني، أول أسقف مسيحي أرثوذكسي يتم تكريسه على الأراضي الأمريكية.
- ماري هيلين دي روتشيلد، شخصية اجتماعية فرنسية.
- جيري ساينفيلد، ممثل كوميدي، ممثل، كاتب، ومنتج.
- لوري آن سيتون، مهندسة حيوية وعالمة مشهورة، وهي الآن رئيسة قسم الهندسة الطبية الحيوية في جامعة واشنطن.